# Gornovac
Gornovac (izvirno srbsko Горновац) je naselje v Srbiji, ki upravno spada pod Občino Trgovište; slednja pa je del Pčinjskega upravnega okraja.

## Demografija
V naselju živi 64 polnoletnih prebivalcev, pri čemer je njihova povprečna starost 47,0 let (46,5 pri moških in 47,6 pri ženskah). Naselje ima 36 gospodinjstev, pri čemer je povprečno število članov na gospodinjstvo 2,06.
To naselje je, glede na rezultate popisa iz leta 2002, večinoma srbsko.
|  |

| Demografija | Demografija     | Demografija     |
| Leto        | Št. prebivalcev | Št. prebivalcev |
| ----------- | --------------- | --------------- |
|             |                 |                 |
|             |                 |                 |
|             |                 |                 |
|             |                 |                 |
| 1948        | 209             |                 |
| 1953        | 196             |                 |
| 1961        | 185             |                 |
| 1971        | 186             |                 |
| 1981        | 123             |                 |
| 1991        | 86              | 86              |
| 2002        | 74              | 74              |
|             |                 |                 |

| Etnična sestava po popisu iz leta 2002 | Etnična sestava po popisu iz leta 2002 | Etnična sestava po popisu iz leta 2002 | Etnična sestava po popisu iz leta 2002 | Etnična sestava po popisu iz leta 2002 |
| -------------------------------------- | -------------------------------------- | -------------------------------------- | -------------------------------------- | -------------------------------------- |
| Srbi                                   | Srbi                                   |                                        | 73                                     | 98,64%                                 |
| Albanci                                | Albanci                                |                                        | 1                                      | 1,35%                                  |
| Neznano                                | Neznano                                |                                        | 0                                      | 0,0%                                   |